# Laurenz Mefferdatis

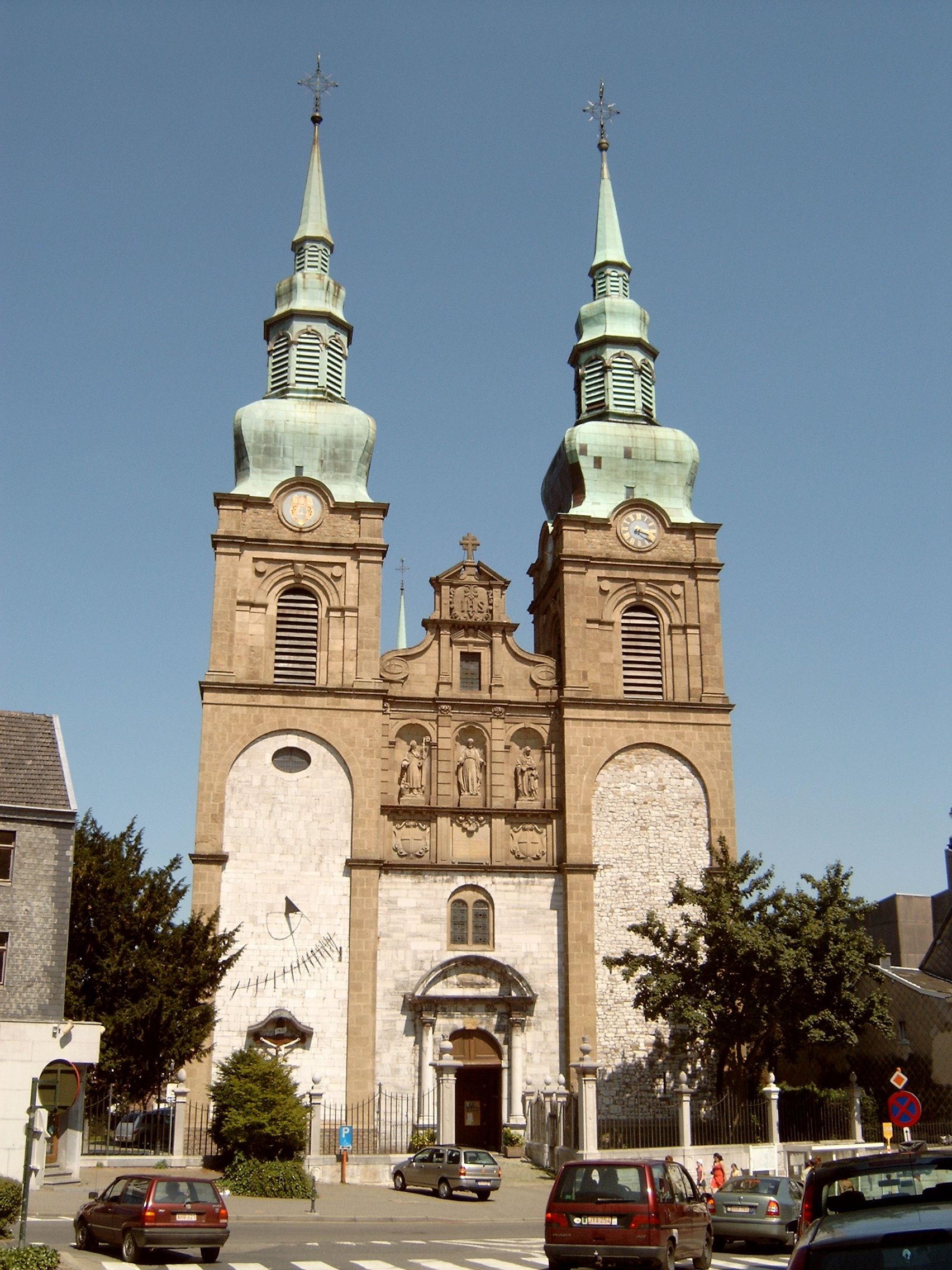
La iglesia de san Nicolás en Eupen

Laurenz Mefferdatis (2 de septiembre de 1677 en Aquisgrán - 20 de septiembre de 1748, Aquisgrán) fue un maestro constructor del Barroco, que operó, sobre todo, en Aquisgrán y su entorno.

## Vida y obra
Laurenz Mefferdatis, hijo del maestro cantero Stephan Mefferdatis, nació en Aquisgrán en 1656, cuando la ciudad se encontraba en un período total de reconstrucción, ya que la mayoría de sus edificios habían sido destruidos por un incendio. Aprendió la profesión de su padre y trabajó para el Ayuntamiento de Aquisgrán y para construcciones privadas. Desde 1710 a 1744,  se convirtió en el primer maestro de obras en Aquisgrán, realizando, ya en sus primeros años,  trabajos complejos, como la renovación de la bóveda de la iglesia de San Nicolás y la Demasía de las Casas de Baños en Büchel, así como de la remodelación de la Badegewölbe del Krebsbades en Burtscheid. En 1711 se casó con María Catarina Preuten, con la que tuvo siete hijos. Además de su trabajo como constructor, fue también consultor, proyectista y contratista. Rasgo característico de la arquitectura de Mefferdatis fue la formación de las tracerías en las ventanas con dinteles y umbrales de piedra. Hasta poco antes de su muerte, estuvo dirigiendo la ejecución de las obras contratadas.

## Obra

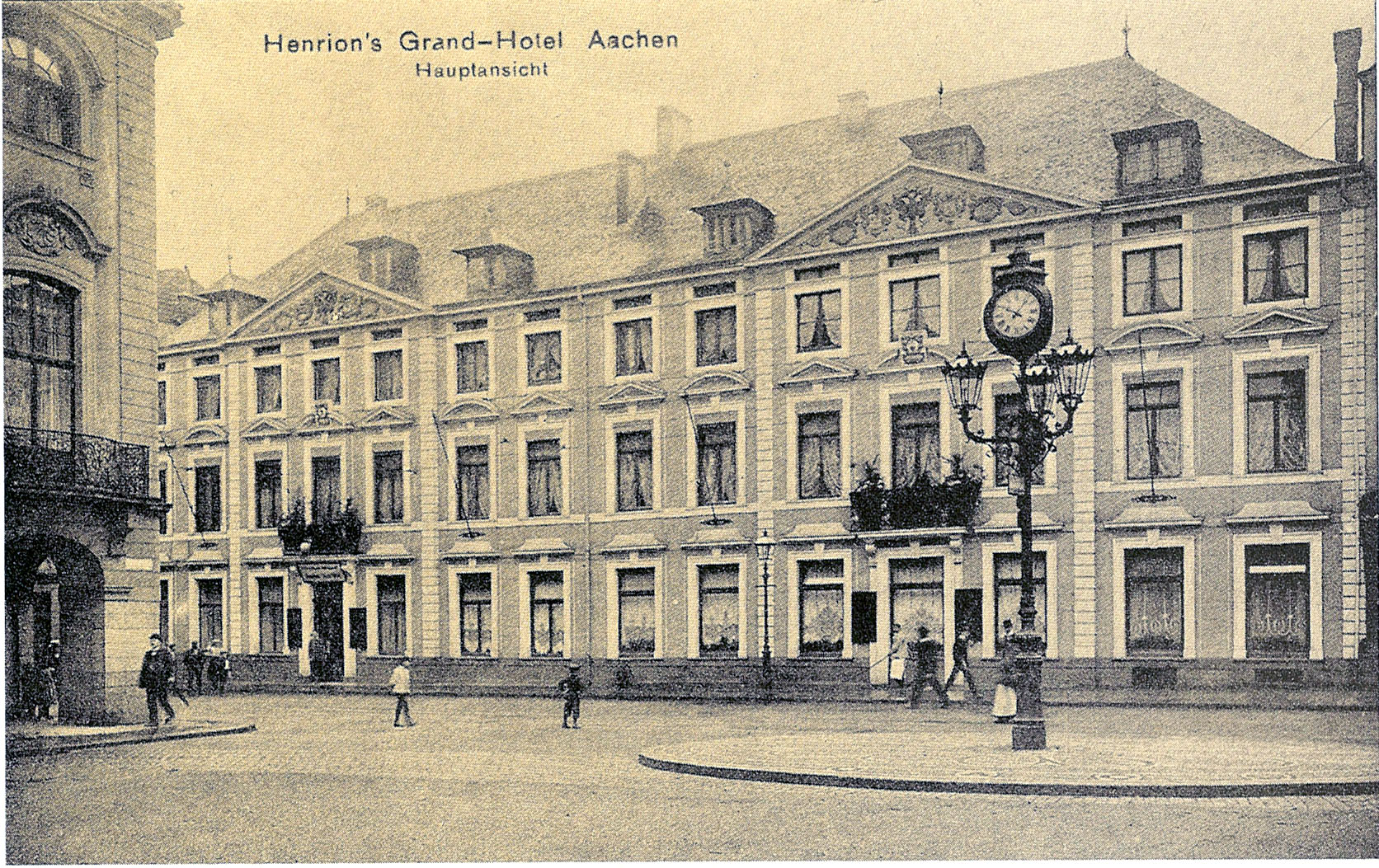
Herrenbad" construido en 1722: Grand Hotel Corneliusbad (foto 1911)

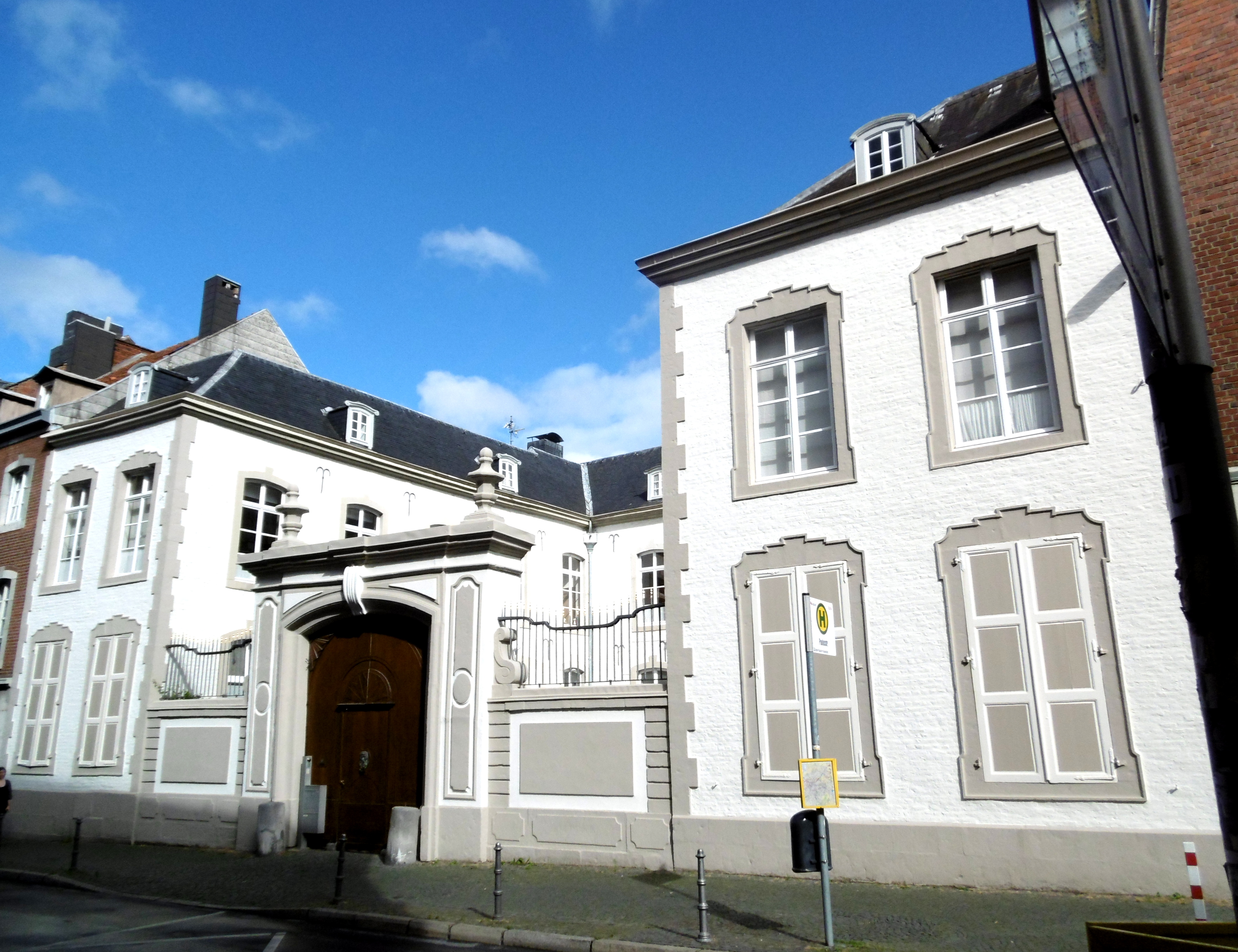
Casa Wylre’sche en la Jakobstraße en Aquisgrán, con el Cour d'Honneur

Durante la Segunda Guerra Mundial, una gran parte de los edificios en Aquisgrán atribuidos a Mefferdatis, fueron destruidos por la aviación de EE. UU. Las mayores pérdidas fueron la Cornelius y Karlsbad, llamado el "Herrenbad" (más tarde Grand Hotel Corneliusbad) en la Komphausbadstraße 16-18, la Casa del Loro en la Jakobstraße 23, la Casa del Pelícano en la Hauptstraße 64, así como los edificios de  "Theodor von Oliva" en la calle Seilgraben 32 y "la Condesa de Gollstein" en la Jesuitenstraße 7. En la reconstrucción posterior a la guerra, muchos edificios perdieron su estado original, entre ellos, el "Drimbornshof" en Dürwiß,  el "Castillo de Schönau", el Patio en la Kleinkölnstraße 18 y la Casa "Königsstein", en la calle Königstraße 2.
En Eupen (véase la Lista de Kulturdenkmale en Eupen) y en la región de Aquisgrán, hay todavía varios edificios notables de su obra.

### Construcciones
- 1705 Lombardsaal en Aquisgrán, Pontstraße 53 (después de 1945 reconstruido)
- 1705 Rosenkranzportal von St. Paul en Aquisgrán
- 1706 Reconstrucción de la Bóveda de St. Nikolau en Aquisgrán
- En 1713 y 1739 de Londres Patio en Aquisgrán, Kleinkölnstraße 18 (en la Segunda Guerra Mundial, gravemente dañada, la planta baja de la fachada)
- En 1714 y 1748/1749 Iglesia de San Pedro en Aachen (de ladrillo), colocación de la primera piedra 18 de junio de 1714
- 1716/1717 Pastorei la Hervormde Kerk en Vaals
- 1717 Casa el doble de Ancla, Países Bajos (NL), atribuido a Mefferdatis
- 1717 Remodelación de Palacio de Neuburg (Limburg) en Gulpen-Wittem (NL), la Construcción de una Gartenhauses
- 1719-1723 iglesia Parroquial de San Nicolás en Raeren (B)

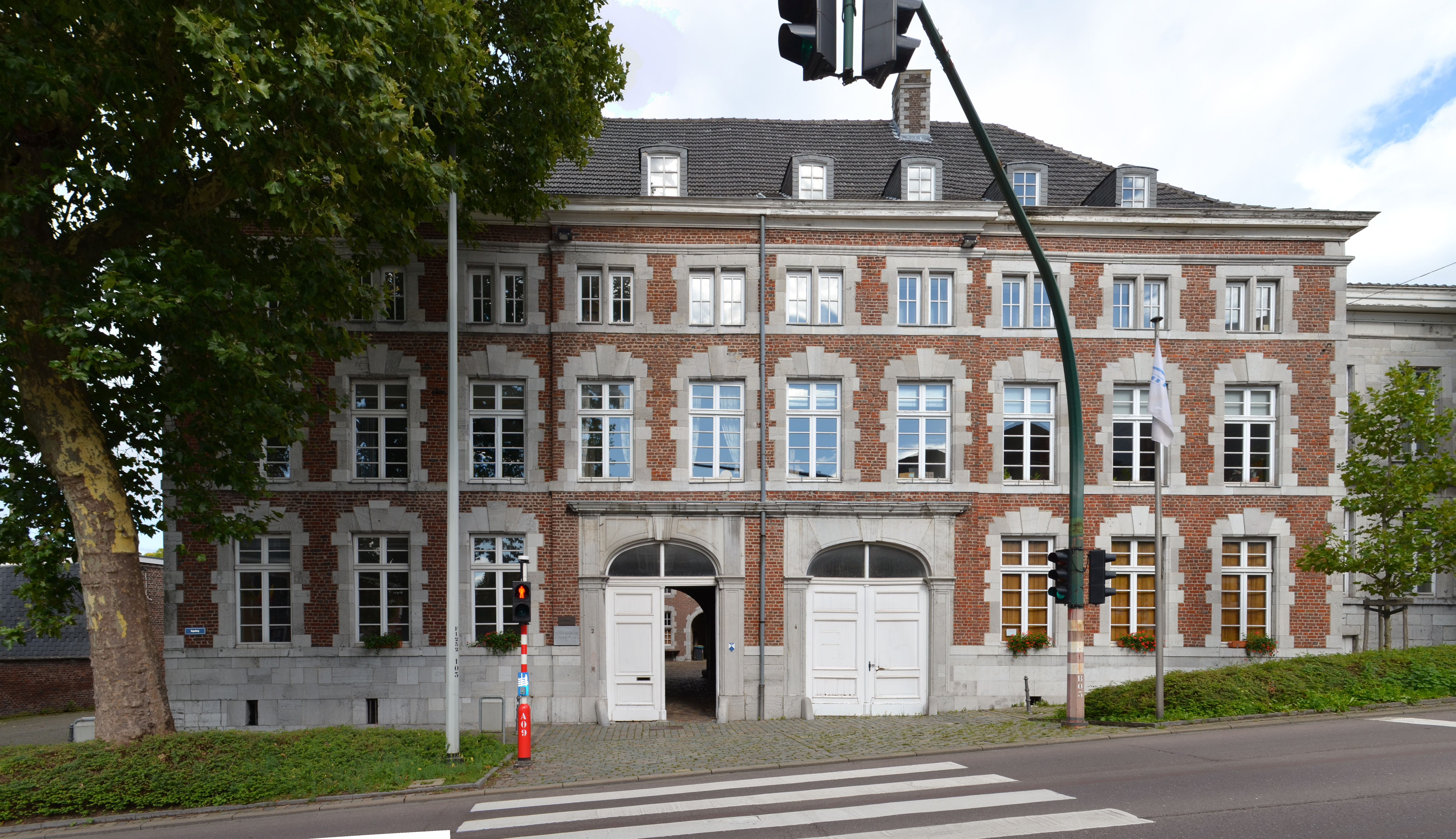
1721-1726 Iglesia de San Nicolás en Eupen (B)
1722-1725: Iglesia de San Sebastián en Würselen en Aachen (en el estilo de la Barockgotik)
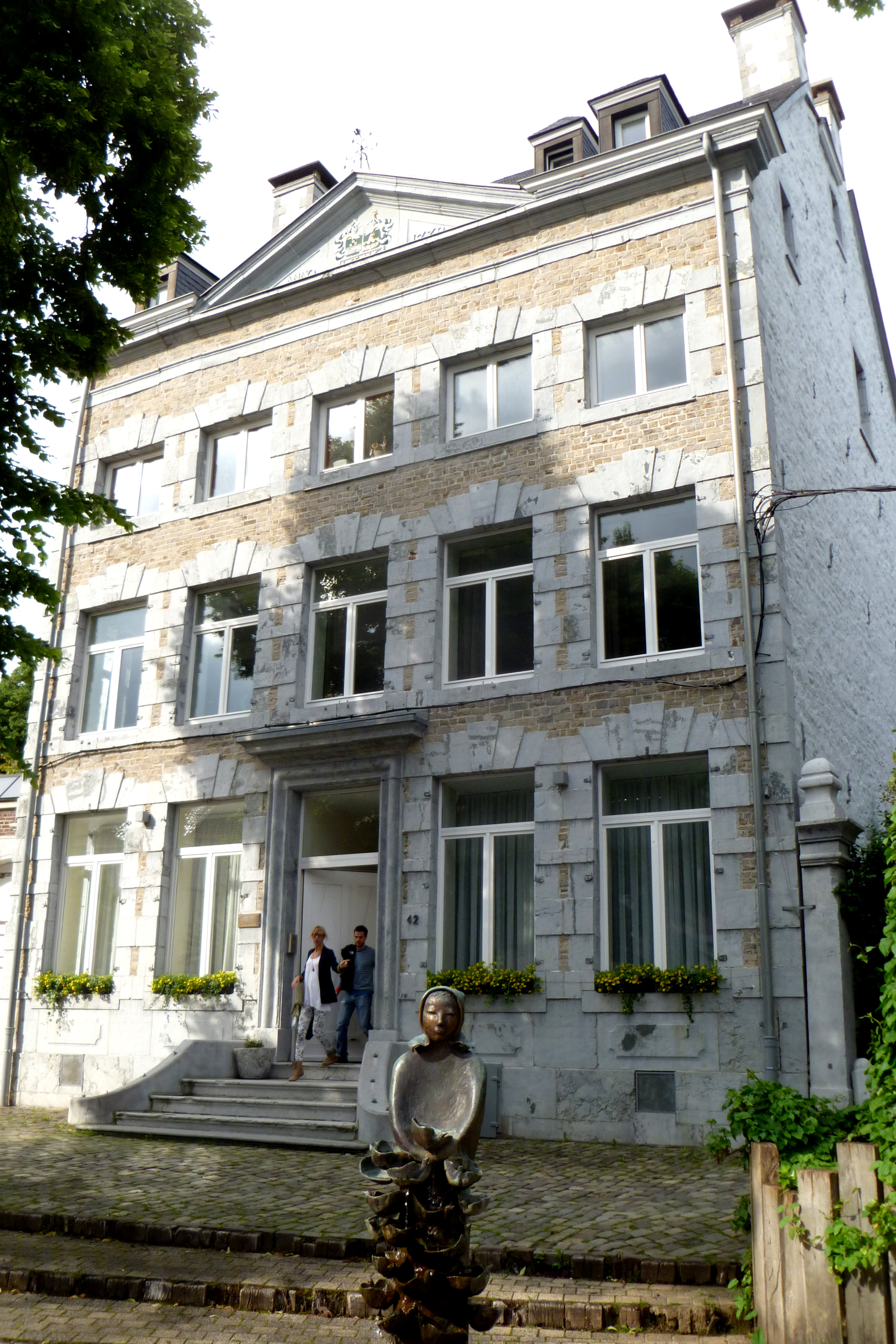
1724 Casa de Rehrmann en Eupen (B), Kaperberg 2-4 (hoy día, Padre Damian de la escuela secundaria, y el Archivo de Estado)
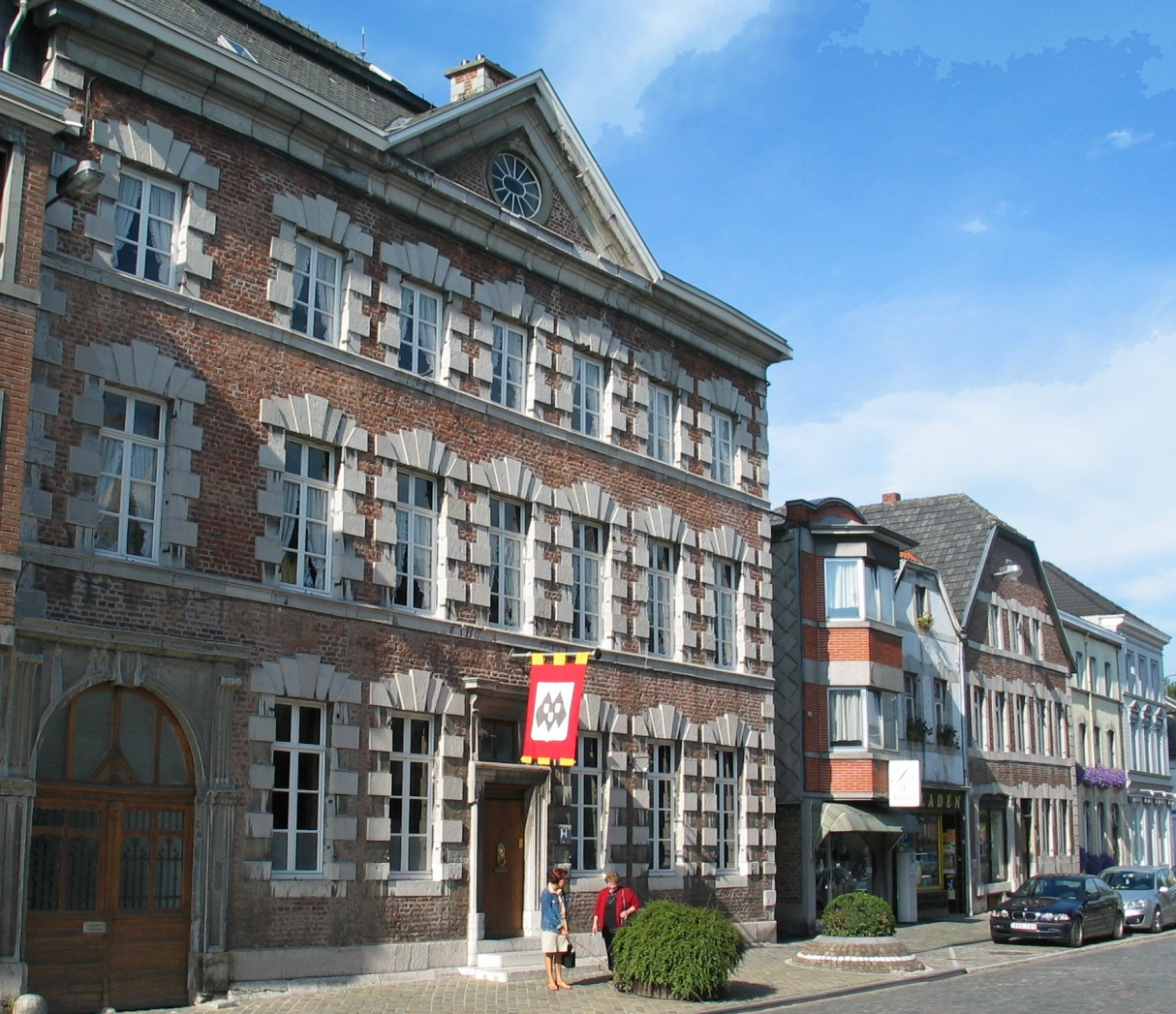
1725 Wylre'cortante en el Patio de la Casa Heusch) en Aquisgrán, Jakobstraße 35.
- 1728 Hoeve Wijnhuis en Partij (NL)
- 1728 Colaboración de las obras de Reforma del Ayuntamiento de Aquisgrán[3]
- 1730 Casa Nyssen en Eupen (B), Gospertstraße 56
- 1733 Castillo Vaalsbroek en los Países Bajos (NL), después de 1761 remodelación por José Moretti y Johann Joseph Couven
- 1739 Theresienkirche en Aquisgrán (reconstruido después de 1945)
- 1748 Orfanato en Eupen, Rotenberg 35 (hoy conocido como "Altes Schwesternheim")
- En 1714 y 1748/1749 Iglesia de San Pedro en Aquisgrán (de ladrillo)
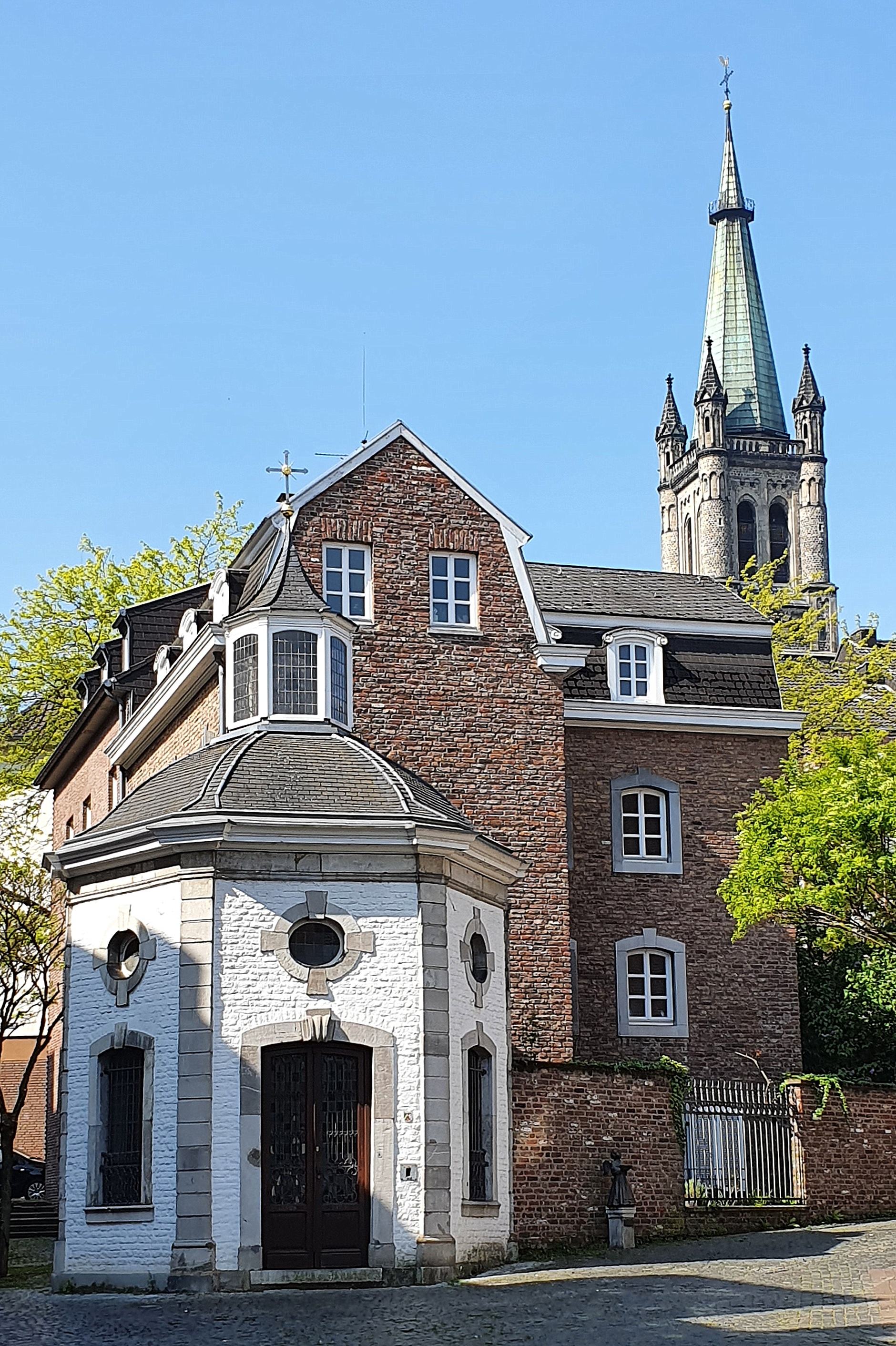
1758/1759 Roskapellchen en Aquisgrán, atribuido a Mefferdatis
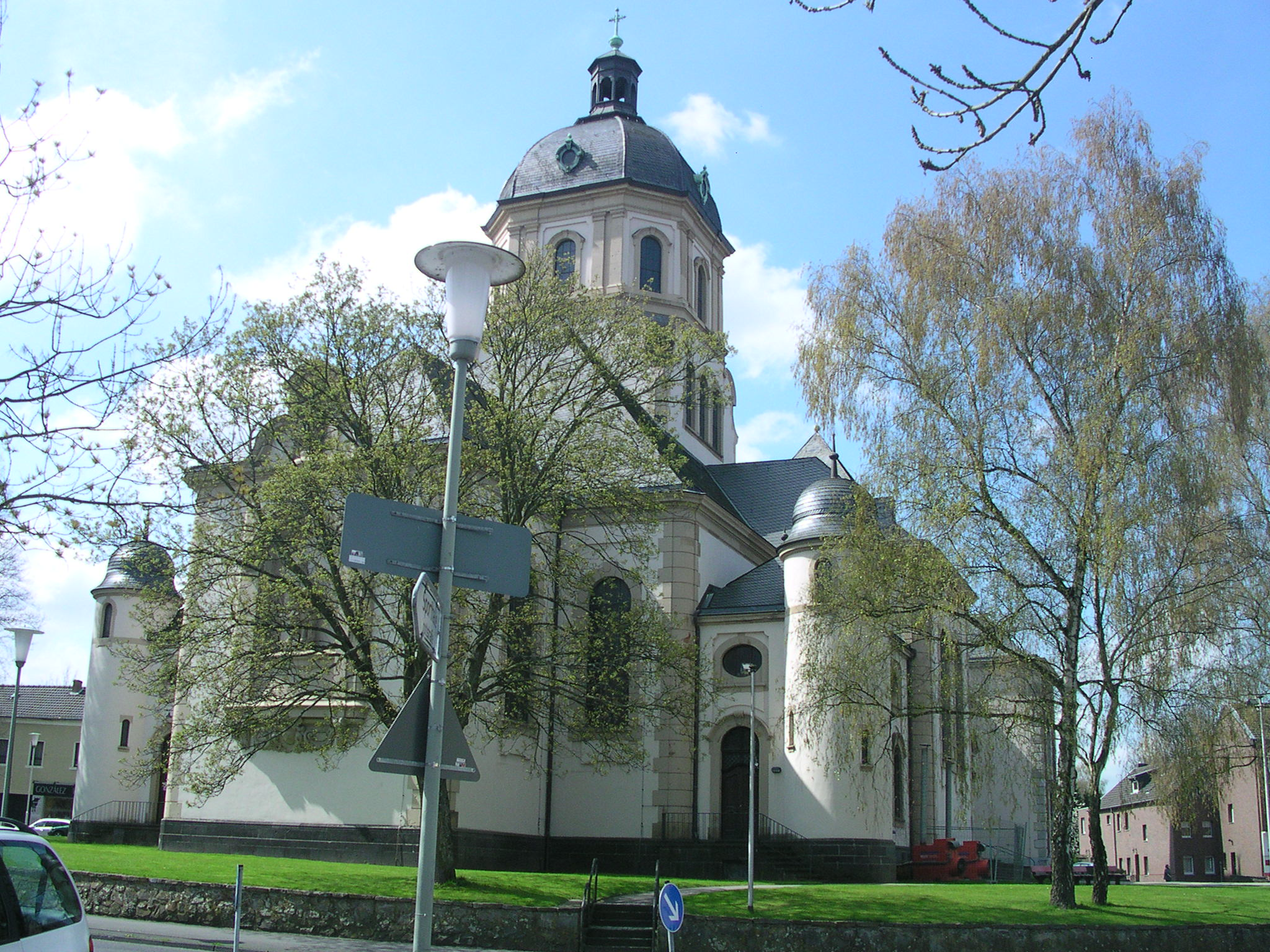
Iglesia de San Sebastián de la ciudad de Würselen

- 1.ª mitad siglo XVIII: la Casa De Esch en los Países Bajos, (remodelada por José Moretti)
- Casa en Haasstraße 42, en Eupen
- Casa de Villers o Cavens en Malmedy (Bélgica)
- Panhuys en Mechelen (Países Bajos)
- Haus Eich en Aquisgrán (reconstruido parcialmente después de la Segunda Guerra Mundial)  - Casa de Rehrmann en Eupen
  - El patio de la Casa de Rehrmann en Eupen
  - Haasstraße 42 en Eupen
  - Casa Nyssen en Eupen
  - "Roskapellchen" en Aachen
  - Iglesia de San Sebastián de la ciudad de Würselen

- alrededor de 1700: la gestión de las obras de Reconstrucción de las UrsulinasDe Monasterio de la Adelgundisstraße, hoy Ursulinerstraße, Mefferdatis atribuido[3]
- 1703: Loretokapelle, 1894 deposita[4]
- En 1705, Capilla del Convento en la actual plaza del teatro en Aachen
- 1735: requerimientos del proyecto para la Construcción del Annuntiatenklosters, no se ejecuta
- 1735: Casa Pontstraße 133 en Aquisgrán, para la Obra, y Forstmeister Paul Kahr y su Esposa, Catalina de geb. Brammertz.
El Kahrsche Escudo adornaba la Construcción.[5]
- 1739: requerimientos del proyecto para el convento de las carmelitas en la Pontstrasse
- Profana: calle principal, 37, 39, 64 en Burtscheidde Mercado de 45, así como Jakobstraße 23 y 80

## Honores
En reconocimiento de los méritos que tiene la ciudad de Aquisgrán, la antigua Korneliusstraße, en la parte trasera del panel Frontal de los Corneliusbades, ha cambiado su nombre a Mefferdatis.